# Mount Mantalinganhan Protected Landscape
Der Naturpark Mount Mantalinganhan Protected Landscape, kurz MMPL liegt 140 km südwestlich von Puerto Princesa, der Hauptstadt der Provinz Palawan auf den Philippinen. Er wurde am 23. Juni 2009 mit dem Dekret 1815 eingerichtet. Der Naturpark wird begrenzt von der Victoria Höhe im Norden und dem Mount Bulanjao im Süden und erstreckt sich über eine Fläche von 120.457 Hektar. Die räumliche Ausdehnung wird definiert vom 8° 40’28” bis zum 9° 9’53” nördlichen Breitengrad und vom 117° 26’55” bis zum 117° 59’52” östlichen Längengrad. Es gibt unterschiedliche Schreibweisen des Namens Mantalinganhan, so wird der Name auch Mantalingahan oder Mantalingajan geschrieben, welches den unterschiedlichen Sprachen der Philippinen geschuldet ist.

## Topographie & Geologie
Das Gelände des Naturparks wird als sehr zerklüftet beschrieben, einige Steigungen erreichen 50 % Neigung und einige Steigungen von 36 % Neigung haben eine Länge von über 300 Metern. Der Mantalinganhan erreicht eine Höhe von 2085 Metern über dem Meeresspiegel. Das Gestein wird als aufgefalteter verkarsteter Kalkstein bezeichnet, in dem Gebiet der Gemeinde Quezon befinden sich einige Höhlen. Die Gesteine der höheren Gebiete um den Malik- und den Mantalinganhan Gipfel werden als Ophiolith-Komplexe bezeichnet. Nach der USDA-Bodenklassifikation werden die Böden dort als Entisole mit einem niedrigen pH-Wert eingestuft, die einen hohen Nährstoffgehalt haben. An der östlichen Seite des Massivs finden sich auch Gesteinsbänder diverser Gipsformationen und die Fruchtbarkeit der Böden wird als mittelmäßig bezeichnet.

## Klima
Das Klima von Süd Palawan wird als ausgesprochen feucht bezeichnet, mit starken Regenfällen von Mai bis Dezember und leichten Regenfällen von Januar bis April. Der durchschnittliche Niederschlag liegt bei 1.500 mm/Jahr in den Küsten- und Tieflandgebieten. Die Temperaturen reichen von 20 bis 30 Grad Celsius in den niederen Höhen um das Gebirge.
Das Gebiet um den Mantalinganhan wird als wasserreich bezeichnet, so liegen im Gebiet des Naturparkes Mantalinganhan allein 33 Quellen von insgesamt 60 Bächen und Flüssen in Süd Palawan.

## Flora & Fauna
Im Naturpark des Mount Mantalinganhan werden 11 verschiedene Vegetationstypen beschrieben, von denen allein die Waldfläche über 100.000 Hektar oder 79 % der Gesamtfläche ausmacht. Drei verschiedene Zonen der Waldfläche sind mit einem Kernwaldbestand bedeckt. Die Tiefländer des Naturparks sind aber baumlos, so dass sich der Baumbestand auf das Mantalinganhan Massiv beschränkt.
Der Naturpark ist ein wichtiger Bestandteil zum Erhalt der Biodiversität auf der Insel Palawan und in den Philippinen. So werden allein 351 Pflanzenarten aus 92 verschiedenen Pflanzenfamilien im Gebiet des Mantalinganhan beschrieben. Bei der Erhebung im Jahre 2007 wurden 8 Arten als nicht wissenschaftlich beschrieben bezeichnet und 5 Arten wurden als neu auf der Insel Palawan beschrieben. Aus dieser Zählung wurde die in der Gipfelregion, um 2000 Meter, vorkommende Kannenpflanze Nepenthes mantalingajanensis erstmals beschrieben.
Es werden insgesamt 16 Pflanzenarten als Nutzpflanzen bezeichnet.
Die bewaldeten Gebiete des Mantalinganhan haben einen räumlich unterschiedlichen Artenbestand von Bäumen, so finden sich auf den Gebieten, die den Gemeinden Rizal und Quezon im Norden zugehörig sind, folgende dominierende Arten: der Ipil (Intsia bijuga), ein Teakholzbaum, der auf der internationalen Roten Liste als gefährdet eingestuft wird, weiterhin der Nato (Palaqiuum luzoniense), eine aus der Familie der Sapotengewächse stammende Art, der Manggis (Koompassia excelsa) eine bedrohte tropische Baumart, der Apitong (Dipterocarpus grandiflorus), der Amugis (Koordersiodendron pinnatum), der Malugai (Pometia pinnata), der Durian (Durio zibethinus) und der Dao (Dracontomelum dao).
Auf der südlichen Seite des Naturparks auf dem Gebiet der Orte Sofronio Española, Brooke’s Point und Bataraza kommen zusätzlich noch die Arten Lomarao (Swintonia foxworthy) und Agoho del Monte (Casuariana equisetifolia) vor. Die Fauna im Park ist ebenso artenreich, so finden sich 95 Arten von Wirbeltieren, darunter 19 Säugetierarten, 45 Vogelarten, 23 Arten von Reptilien sowie 10 Arten von Amphibien. Von den im Naturpark vorkommenden Arten werden 16 als endemisch bezeichnet.
Bei einer im Jahr 2007 durchgeführten Bestandsaufnahme der Kleinsäuger der Region wurden 8 Arten gefunden, die Nager Palawan-Pinselschwanz-Baummaus (Chiropodomys calamianensis), Palawan-Rajah-Ratte (Maxomys panglima), Palawan-Ratte (Palawanomys furvus), Müller-Sunda-Riesenratte (Sundamys muelleri) und Palawan-Berghörnchen (Sundasciurus rabori), die Spitzmäuse Palawan-Spitzmaus (Crocidura palawanensis) und Palawanosorex muscorum und das Palawan-Spitzhörnchen (Tupaia palawanensis).